# Tunnock's
Thomas Tunnock Ltd., comunemente conosciuta come Tunnock's, è una societa a capitale privato operante nel settore dolciario con sede a Uddingston, in Scozia, città dove è stata fondata nel 1890. I Tunnock sono considerati una delle più antiche famiglie scozzesi  ancora in attività nel campo industriale.                                                                                                    

## Storia
La compagnia fu fondata da Thomas Tunnock, il quale dopo aver compiuto un apprendistato in una forneria dolciaria chiamata Aberdour Bakery, decise di mettersi in proprio e avviare un'attività di sua personale proprietà rilevando nel dicembre 1890 una pasticceria a Lorne Place in Uddingston per £ 80 dell'epoca.

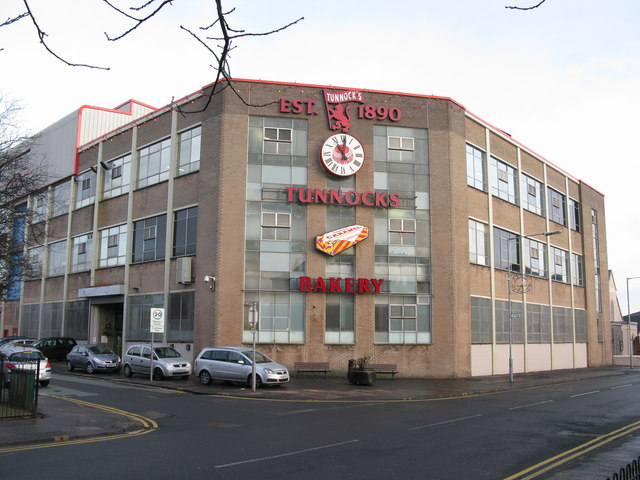
La fabbrica Tunnock's di Uddingston

Già nel 1906 l'azienda aveva conquistato una certa notorietà fra i consumatori dell'area della cittadina scozzese, tant'è che i sei dipendenti della società (tra cui c'era suo figlio Archie) ogni giorno effettuavano consegne direttamente dai forni di produzione alla clientela (per poi effettuare il sabato i conti sui ricavi guadagnati). Il successo dell'azienda spinse Thomas Tunnock ad adoperarsi sempre più per la fornitura di torte e prodotti dolciari e pasti per pranzi da ricevimento (matrimoni, feste, ecc.) Nel 1910 un incendio distrusse la fabbrica, ma Tunnock nel giro di due anni aprì un nuovo sito di produzione nelle via centrale di Loanhead Mansions. Nel 1912, Tunnock aprì il suo primo locale di tearoom. Nel 1920 Thomas Tunnock scomparve all età di cinquantaquattro anni, mentre suo figlio Archie era impegnato a prestare servizio militare a causa dell'avvento della prima guerra mondiale in Iraq. Archie Tunnock, tornato in patria dalla guerra nel 1921, grazie ai soldi ottenuti dal congedo, riaprì presto una fabbrica fornendo soprattutto alimenti e pasti per gli istituti scolastici. Nel 1924, Archie Tunnock decise di allargare il locale di sala da tè. Tale locale esiste ancora oggi, insieme alla forneria. 

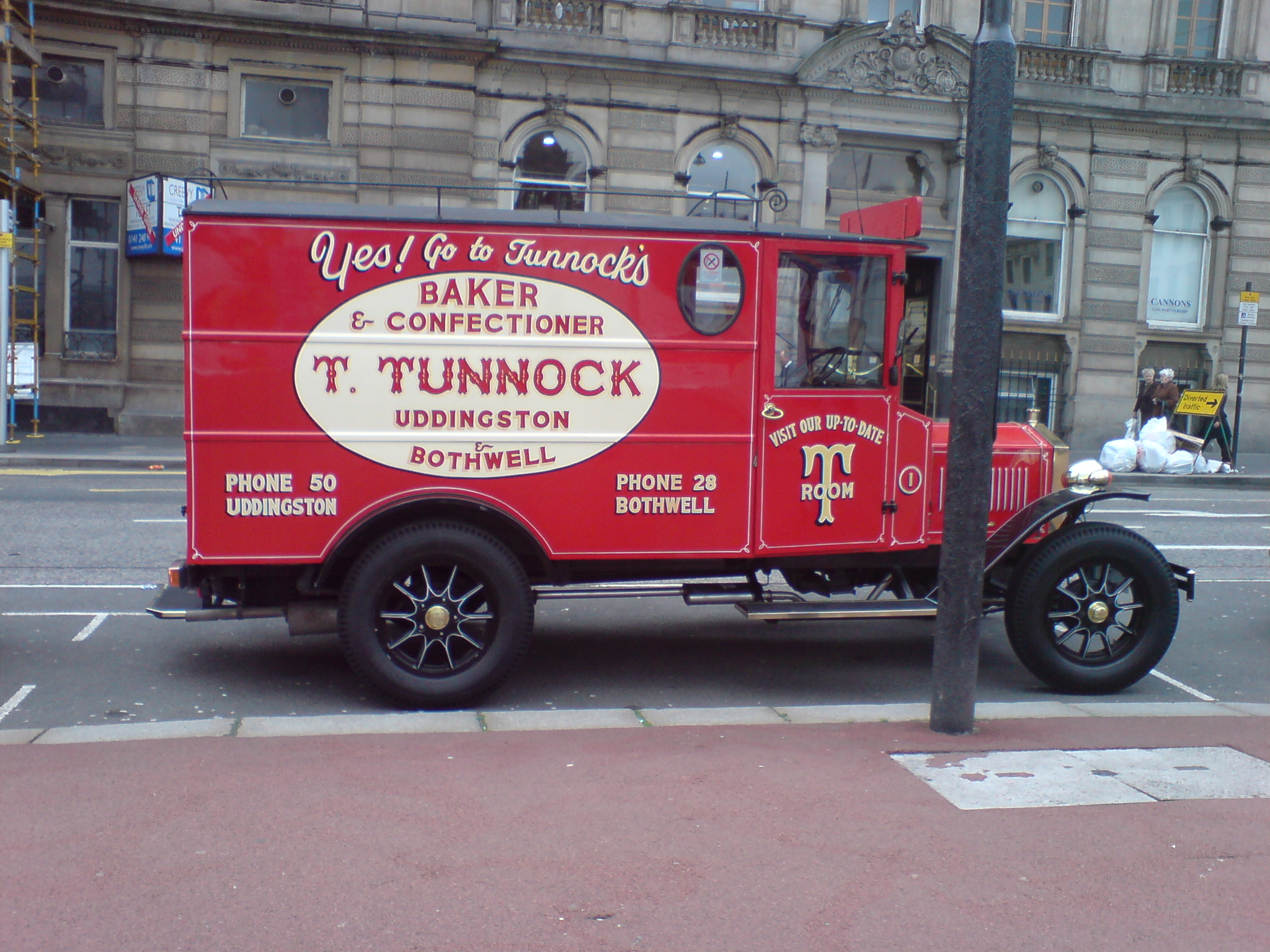
Mezzo pubblicitario

Proprio come suo padre Thomas, Archie Tunnock concentrò l'attività della sua azienda nei rifornimenti gastronomici per eventi, producendo alimenti come tortine di carne oltre che cibo di qualunque genere e persino decorazioni floreali e fornitura di posate per ricevimenti, ma continuando comunque a fornire specialità dolciarie quali creme, torte, prodotti di pasticceria oltre al tè che erano il business originario della Tunnock. Nel 1952, Archie Tunnock cominciò a pensare che per l'azienda fosse giunto il momento per di lanciare sul mercato un prodotto (come poteva essere uno snack) che diversamente dal consumo di prodotti da forno da pasticceria i quali avevano breve durata di permanenza nei locali potesse rimanere  sugli scaffali dei supermercati per lungo tempo: nacque così il Tunnock's Caramel Wafer, snack al cioccolato e wafer caramellato passato alla storia come primo prodotto dolciario di largo consumo lanciato sul mercato dall'azienda. Poco dopo, nel 1954, Tunnock lanciò il suo secondo prodotto commerciale, ossia lo snack Snowball, una barra simile alla precedente ma ricoperta di cioccolato e crema di cocco e ripiena di meringhe. Il 1955 fu l'anno del Caramel Log, altra barra di cioccolato ripiena di wafer con copertura di scaglie di cocco tostato. Nel 1956 Boyd Tunnock, fratello di Archie, inventò la Teacake: contrariamente a quanto possa ricondurre il nome, si trattava di un particolare tipo di dolce di forma rotonda, basato su una base di biscotto ripiena di malva e ricoperta di glassa alla meringa. Visto l'apprezzamento dei consumatori e il crescente giro d'affari, durante gli anni sessanta la Tunnock's allargo i propri siti produttivi, rimasti ancora quelli delle origini. L'aprezzamento della clientela scozzese per la società proseguì anche durante gli anni settanta, fino al decesso avvenuto nel 1981 di Archie Tunnock, all'età di ottantasei anni. Nel 1983 la compagnia cominciò ad esportare i propri prodotti anche in mercati orientali come il Giappone (Paese dove i suoi wafer al cioccolato al latte erano molto apprezzati). Nel 1987 Boyd Tunnock fu insignito a Buckingham Palace dell'onorificenza del MBE (ossia Member Of The Most Excellent Order Of The British Empire). Nel 1999 riceverà un altro riconoscimento, il Prestigious Candy Kettle Award per i meriti e i servizi svolti dalla Tunnock nell'industria dolciaria. Nel 2000 la compagnia proseguirà l'opera d'espansione verso i mercati esteri importando i suoi prodotti in Paesi come Ghana, Danimarca, Singapore, Egitto e Spagna. Nel 2004 Boyd Tunnock viene beneficiato di un altro riconoscimento da Buckingham Place, il CBE (ovvero Commander of the Order of the British Empire), grazie al suo contributo verso opere di beneficenza. Nel settembre 2010 i dipendenti della fabbrica di Uddington entrarono in agitazione a causa di una richiesta di aumento salariale fatta alla compagnia: l'azienda aveva inizialmente offerto ai suoi impiegati un innalzamento dei compensi del 2%, ma la proposta della società venne respinta; dopo un periodo di trattative, nell'ottobre dello stesso anno lavoratori e sindacati raggiunsero un accordo con la Tunnock's accettando l'innalzamento del 2.5% dei propri emolumenti con valore effettivo a partire dal luglio 2011. Nel 2013, la quinta generazione della famiglia Tunnock prende in gestione l'azienda.

## Situazione nel 2019
La società ha realizzato nell'esercizio 2019 un fatturato di £61.4 milioni (con un giro d'affari salito del 5.7% rispetto all'anno precedente) generando utili per £5.7 milioni. La produzione di biscotti nell'ultimo anno è stata pari a 525 milioni di unità. La compagnia, di proprietà privata e ancora gestita da Sir Boyd Tunnock, impiega 617 dipendenti.